# Супротивна Балка
Супроти́вна Ба́лка — село в Україні, у Новосанжарській селищній громаді Полтавського району Полтавської області. Населення становить 330 осіб. До 2020 року орган місцевого самоврядування — Супротивнобалківська сільська рада.

## Географія
Село Супротивна Балка знаходиться 2,5 км від правого берега річки Великий Кобелячок, на відстані 0,5 км від села Кальницьке, за 2 км від села Великий Кобелячок та за 19 км від селища Нові Санжари. Селом протікає пересихаючий струмок із загатою.
Рельєф — горбиста рівнина порізана ярами та балками, які утворилися внаслідок відступу льодовика близько 13 тис. років тому. Видобувають: нафту, природний газ, глину, торф. Клімат помірний континентальний.

## Населення

### Мова
Розподіл населення за рідною мовою за даними перепису 2001 року:
| Мова       | Кількість | Відсоток |
| ---------- | --------- | -------- |
| українська | 315       | 95.5%    |
| молдавська | 10        | 3%       |
| російська  | 4         | 1.2%     |
| вірменська | 1         | 0.3%     |
| Усього     | 330       | 100%     |

## Походження назви
У 1900 році вперше застосована назва Супротивна Балка. Назва походить від того, що воно розкинулось по обох берегах річки, що тече супроти сходу сонця, по балці. 

## Історія

### Археологічні пам'ятки
Згідно довідки центр охорони та досліджень пам'яток археології Управління культури Полтавської ОДА №01-01/8146 від 24.10.17 на території с. Супротивна Балка пам’ятки та об’єкти археології відсутні, але в найближчих околицях на сьогодні відомо нововиявлені об'єкти археології:
- Група курганів за 0,35 км на схід від східної околиці села, справа від дороги Супротивна Балка — Нові Санжари. Висота 1 та 0,8 м, діаметр 20 м. Розорюється.
- Курган за 0,1 км на південь від південної околиці села та дороги. Висота 1 м, діаметр 30 м.
- Майдан пізнього Середньовіччя, що знаходиться за 0,3 км на південь від східної околиці села, поряд з розгалудженням дороги на сс. Попове, Гольманівка та селище Нові Санжари. Розорюється. [2]

### XIX—XX століття
Історія починається з хутора Кущинські. Засновником хутора був чоловік на прізвище Кущинський, який шукаючи вільних земель поселився тут. 
За даними перепису 1887 року поряд із хутором Кущинський вже були хутори, такі як: Сепіті, Бодаки, Білоконі, Охрименки, Іванюки, Гужви, Кальницькі, Світличні, Повстяні, Рої та інші. З’явилися вони завдяки тому, що із сусідніх поселень, не маючи землі, переселялися люди, тікаючи від панського гніту, адже села Бечеве, Гольманівка, Попове були панськими, а ці — козацькими, тобто вільними.
На початку свого існування хутір входив до Вовчоріцької волості Кобеляцького повіту Полтавської губернії.
У колишньому державному хуторі при Супротивній балці станом на грудень 1885 року мешкало 650 осіб, було 103 двори, постоялий будинок, 8 вітряних млинів.
У 1917 році — у складі УНР. У січні 1918 року проголошено радянську владу. Із квітня по грудень 1918 року — у складі Української Держави. У грудні 1918 року — під контролем Директорії Української Народної Республіки. У січні 1919 року поновлено радянську владу. Від липня по грудень 1919 року — під контролем Збройних сил Півдня Росії .
Із 7 березня 1923 року — центр Супротивнобалківської сільської ради Білицького району Полтавської округи.
Станом на початок 1925 року — центр Супротивнобалківської сільської ради Ново-Санжарівського району Полтавської округи.
Згідно зі Всесоюзним переписом населення станом на 17 грудня 1926 року у селі 587 осіб, 121 господарство.
Село у 1932–1933 роках постраждало від Голодомору, точна кількість жертв невідома, встановлено імена 58 загиблих.
Виконуючи рішення партійного Пленуму, вищезгадані хутори почали ліквідовувати, через це протягом 1939–1940 років із Горян, Пекельних Гужвів, та інших проводилося переселення селян у Супротивну Балку.
Село у часи німецько-радянської війни окупували гітлерівці з 16 вересня 1941 до 23 вересня 1943 року. Мешканці села воювали на фронтах Другої світової війни, з яких більше 250 загинуло.
Пізніше після проведення постійних реформ довгий час село було частиною Горобцівської сільської ради Новосанжарського району Полтавської області.
Від 13 жовтня 1970 року рішенням Полтавського облвиконкому центр із с. Горобці Горобцівської сільради Новосанжарського району перенесено в село Супротивна Балка того ж району і сільраду перейменовано на Супротивнобалківську.
На території села у різний час діяли такі підприємства, установи та організації:
– 1944, 1946–1950 роках — сільськогосподарська артіль (колгосп) ім. 15-річчя Жовтня;

– із 1953 року — колгосп імені Кагановича;

– із 1957 року — колгосп «Зоря Комунізму»;

– із 1965 року — колгосп «Зоря» с. Супротивна Балка Новосанжарського району Полтавської області;

– із 1983 року — колгосп «Зоря» с. Супротивна Балка  Новосанжарського району Полтавської області; 

– із грудня 1992 року — колективне сільськогосподарське підприємство «Зоря»; 

– із січня 2000 року — приватна агрофірма «Зоря».

### Після проголошення незалежності
12 червня 2020 року, відповідно до розпорядження Кабінету Міністрів України № 721-р «Про визначення адміністративних центрів та затвердження територій територіальних громад Полтавської області», село увійшло до складу Новосанжарської селищної громади.
19 липня 2020 року, в результаті адміністративно - територіальної реформи та ліквідації Новосанжарського району, село увійшло до складу новоутвореного Полтавського району Полтавської області.
Найбільшим землекористувачем на території сільської ради є ТОВ АФ «Добробут».

## Об'єкти соціальної сфери
- Супротивнобалківська сільська рада (до 2020 року)
- Загальноосвітня школа І-ІІ ст. (закрита у 2023 році)
- Фельдшерсько-акушерський пункт
- Крамниці
- Сільський клуб
- Бібліотека
- Футбольне поле

## Пам'ятники

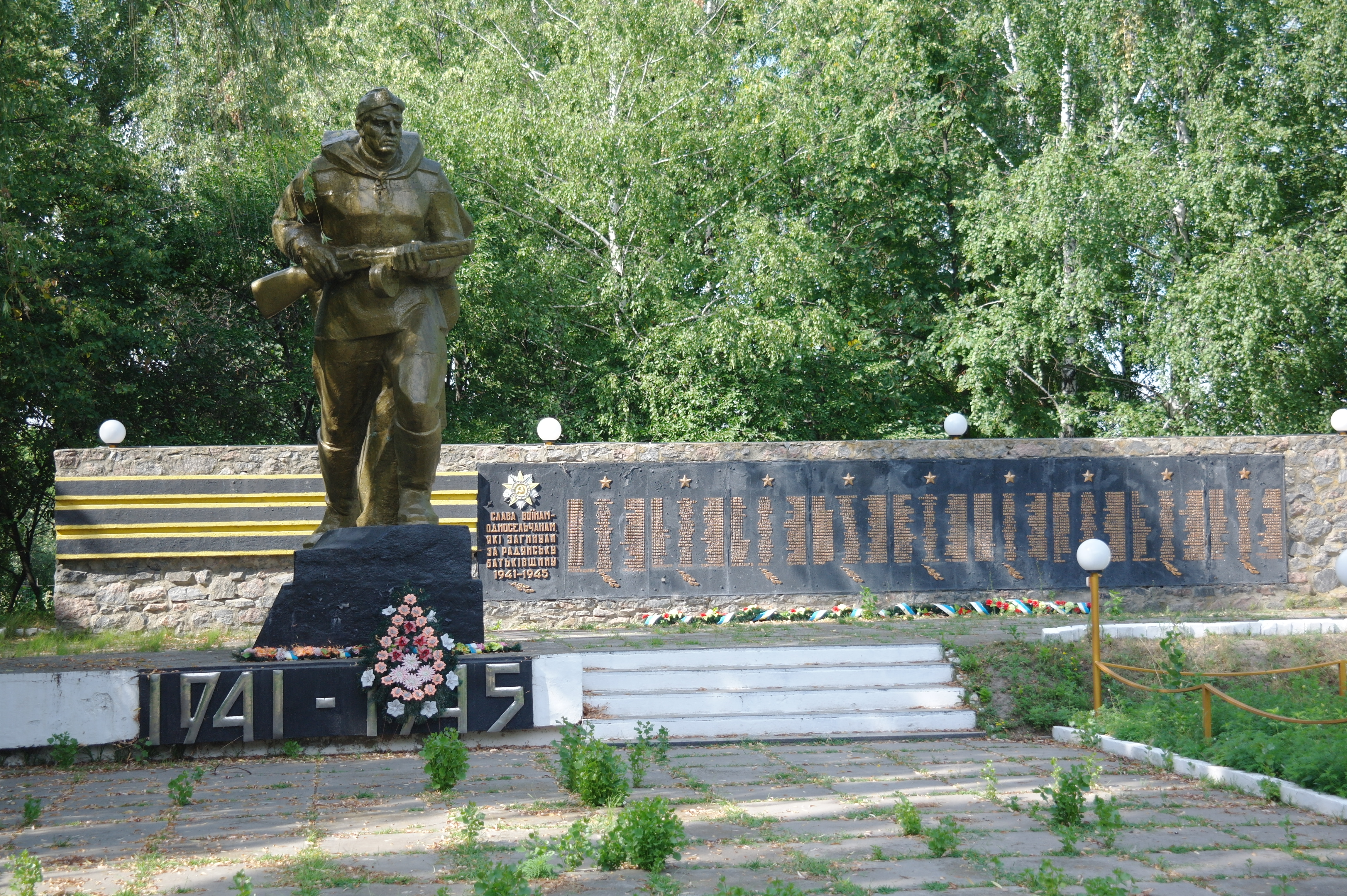
Пам’ятний знак полеглим воїнам-землякам 1941–1945 років

У центрі села розташований пам'ятник землякам. 
Споруджений у 1975 році згідно з рішенням бюро Новосанжарського райкому Компартії України та Новосанжарського райвиконкому від 15 січня 1975 року за № 4 на честь 250 односельців, які не повернулися з фронтів Другої світової війни, та 2 підпільників, розстріляних гітлерівцями в 1942 році.
Відкритий 9 травня 1975 року.
Скульптура воїна із залізобетону висотою 3,5 м, виготовлена Київським обласним відділенням живописно-скульптурного комбінату, установлена на цегляному оштукатуреному постаменті висотою 1,8 м. Позаду пам'ятника знаходиться горизонтальна стела з бутового каменю, на якій розміщено 10 залізобетонних дощок із пам'ятним текстом і прізвищами земляків.

## Галерея

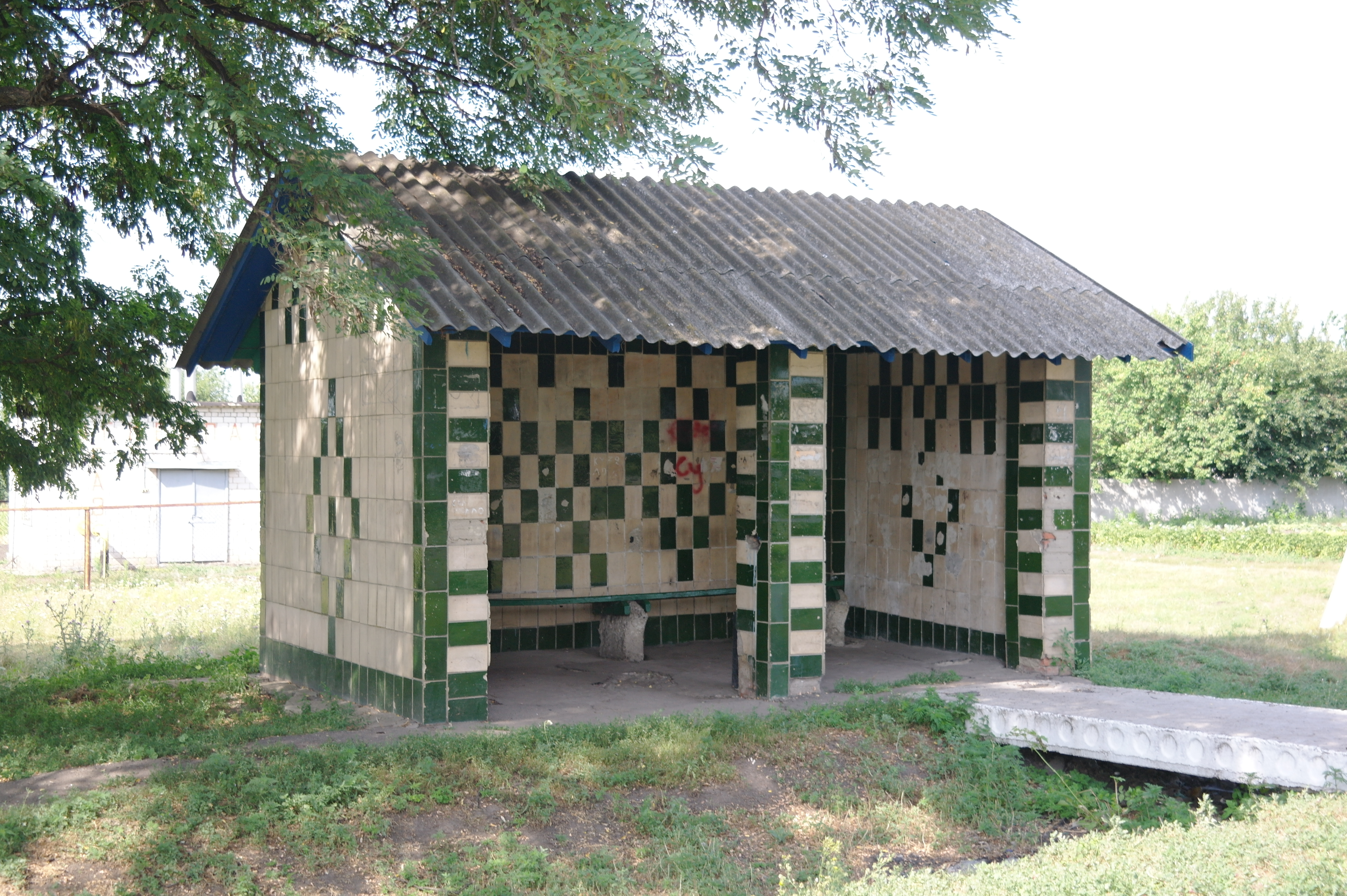
Зупинка
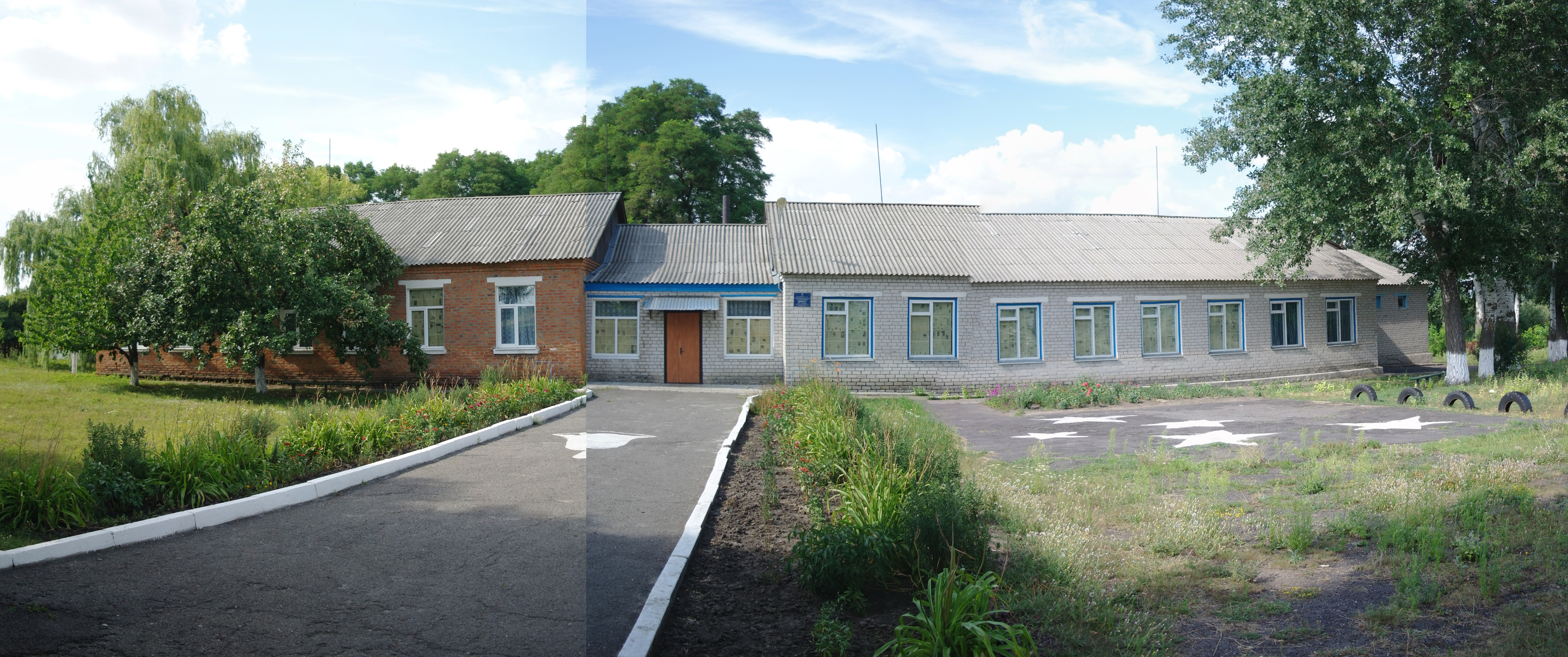
Загальноосвітня школа І-ІІ ст. (закрита у 2023 році)
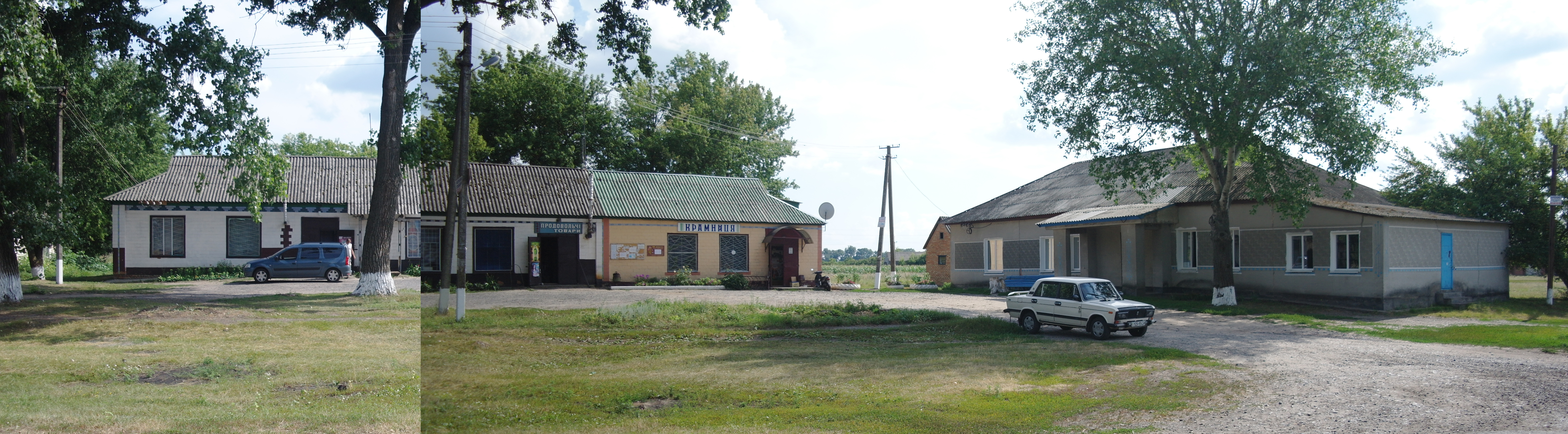
Крамниці (лівіше) та сільський клуб (правіше)
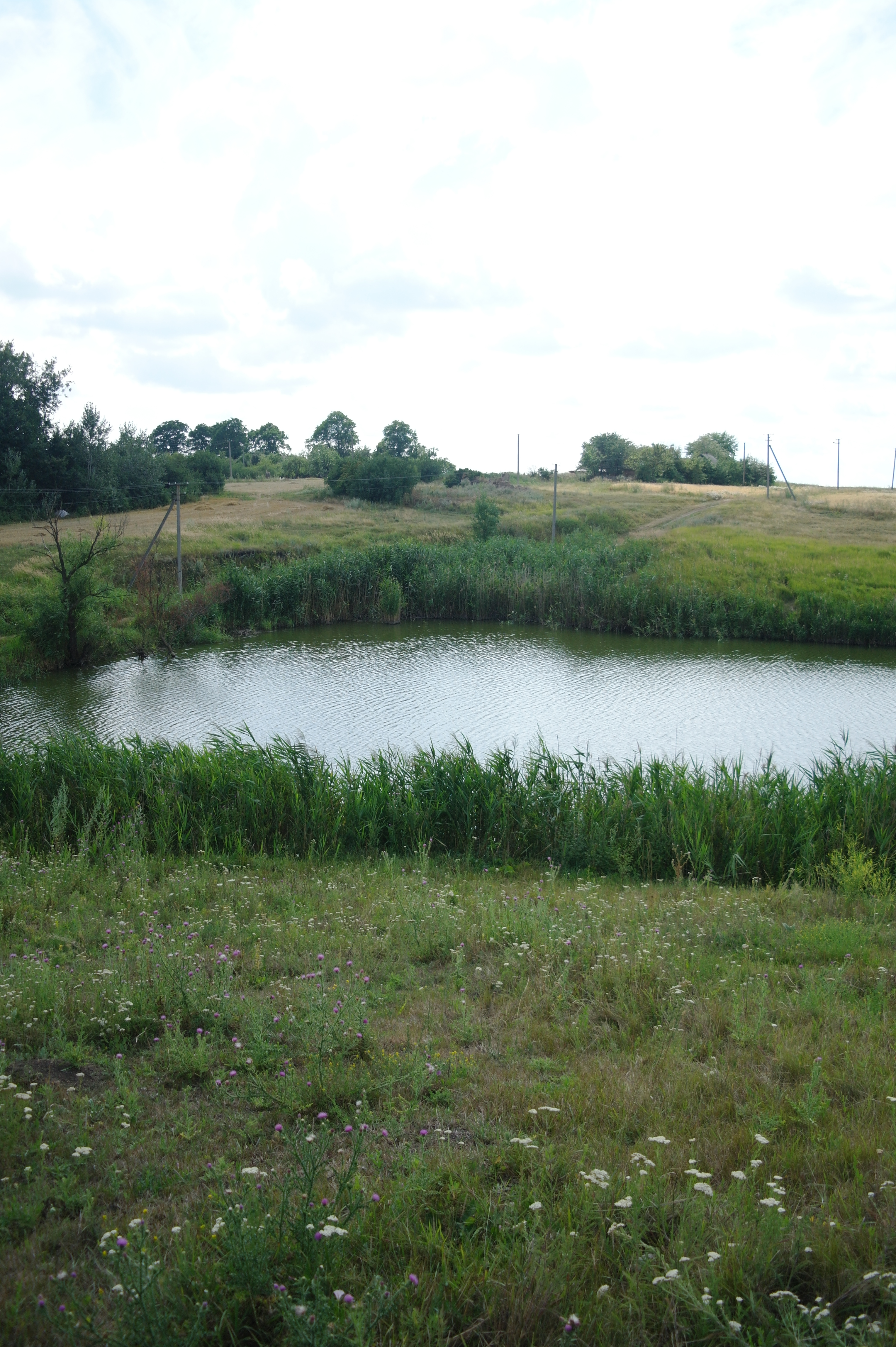
Ставок №1
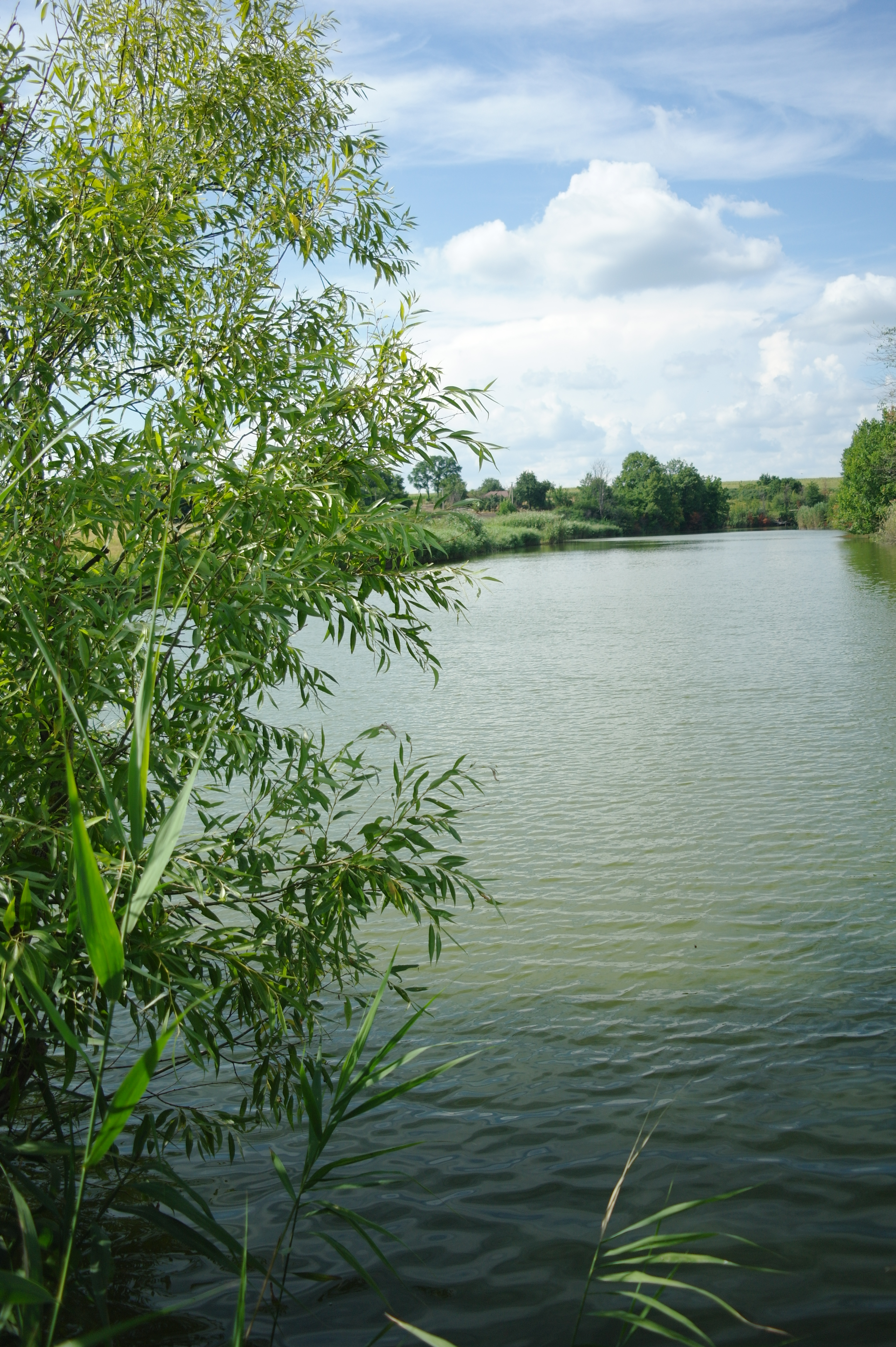
Ставок №2
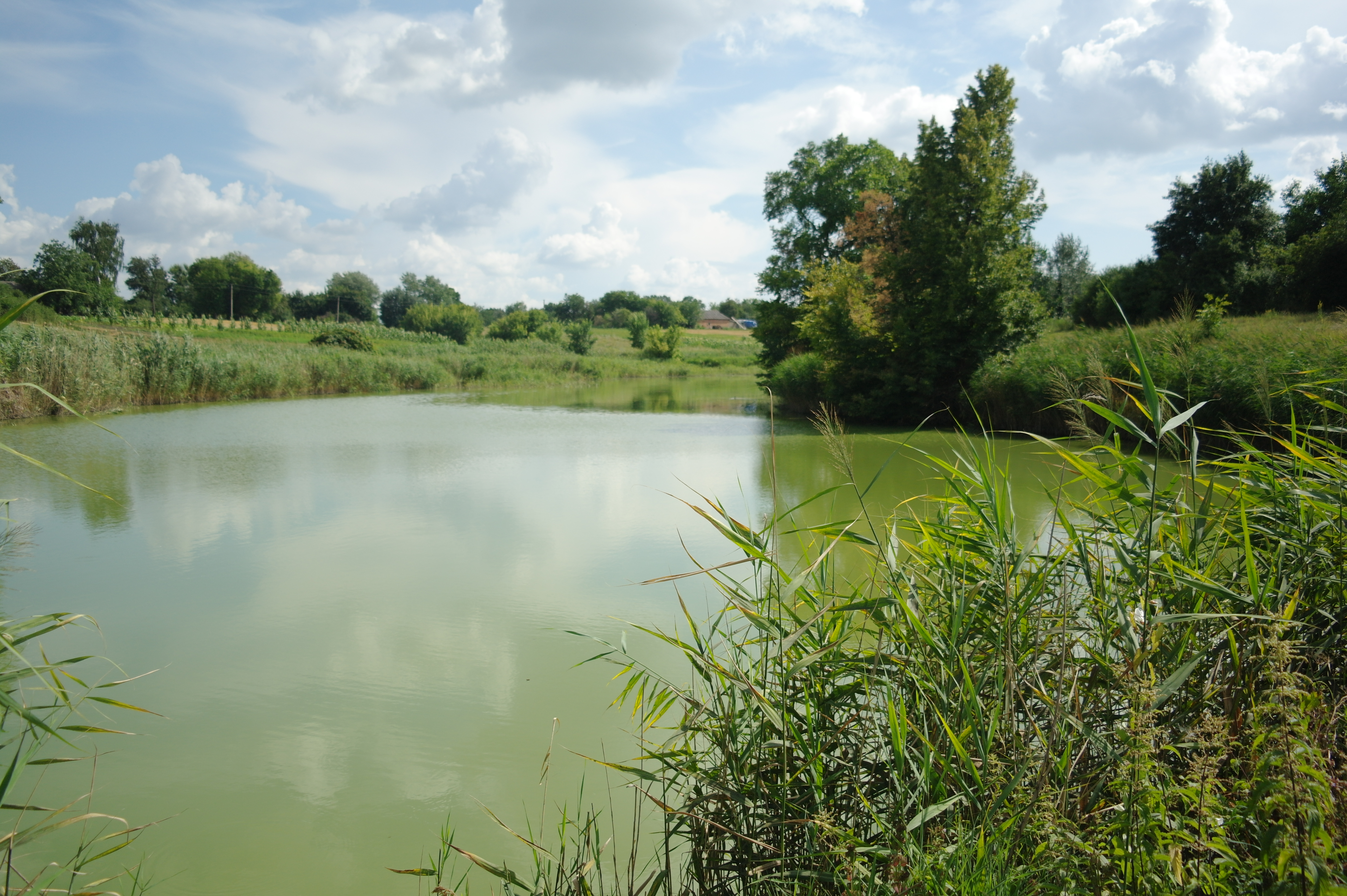
Ставок №3
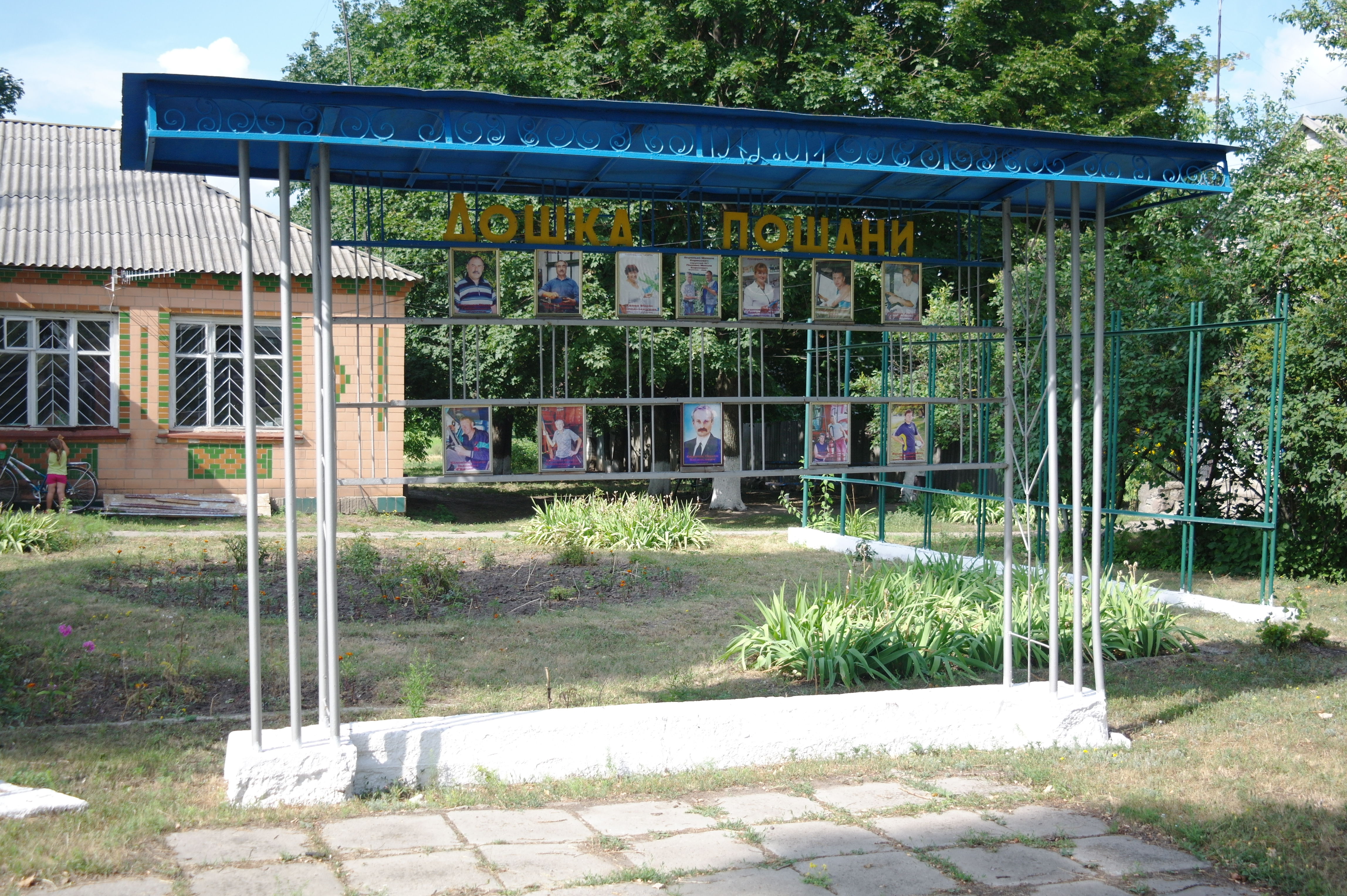
Дошка пошани

## Відомі люди
- Кальницький Павло Федосійович — скульптор.
- Мирний Володимир Степанович — поет, прозаїк. Член Національної спілки письменників України.
- Пиріг Руслан Якович — дослідник проблем новітньої історії України, джерелознавець та архівіст, доктор історичних наук (1994), професор, академік Української академії історичних наук, заслужений діяч науки і техніки України (2001). Лауреат премії імені В. Веретеннікова (2000).
- Сипітий Костянтин Мартинович — український радянський діяч, новатор виробництва, бригадир комплексної бригади будівельного управління № 1 тресту «Горлівськжитлобуд» Сталінської (Донецької) області. Герой Соціалістичної Праці. Депутат Верховної Ради УРСР 7—8-го скликань.